# Ingeland
Een ingeland is iemand die eigendommen (land) heeft binnen (in) een (Nederlands) waterschap.
Een ingeland hoeft dus niet per se in het waterschap te wonen, zolang hij maar eigendom heeft binnen het waterschap. Traditioneel hadden de ingelanden als enigen actief en passief kiesrecht binnen het waterschap. Sinds de invoering van de Waterwet kent echter meerdere categorieën, zodat ook ingezetenen stemgerechtigd zijn.
Ingeland komt uit het Middelnederlands. Gelant betekende 'eigenaar zijnde van een stuk land'.

## Hoofdingeland
- In sommige waterschappen werd een lid van het algemeen bestuur (enigszins vergelijkbaar met een gemeenteraadslid bij een gemeente) hoofdingeland genoemd.